# Giardino botanico di Castel Savoia
Il giardino botanico di Castel Savoia (in francese, Jardin botanique du château Savoie) è un giardino botanico alpino che si trova nel parco del Castel Savoia, la villa della regina Margherita di Savoia a Gressoney-Saint-Jean, in Valle d'Aosta.

## Storia
Il giardino botanico è stato creato nel 1990, a quasi cent'anni dalla costruzione della villa. È visitabile gratuitamente negli stessi orari di apertura del castello, da maggio a settembre. Di proprietà comunale, è gestito dalla Stazione forestale di Gaby per conto della Regione autonoma Valle d'Aosta.

## Descrizione
Posto a 1350 m s.l.m. nella Valle del Lys, il giardino si sviluppa per 1 km2 in aiuole rocciose che riproducono l'ambiente alpino o presentano ibridi e cultivar di piante ornamentali o di particolare interesse estetico provenienti da varie parti del mondo. Questa particolarità lo differenzia dagli altri giardini botanici alpini valdostani.
Tra le specie presenti ci sono: Aquilegia alpina, Arnica montana, Epilobium angustifolium, Gentiana sp., Leontopodium alpinum, Lilium martagon, Rhododendron ferrugineum, Saxifraga, Sempervivum arachnoideum, Sempervivum montanum et Trollius europaeus.

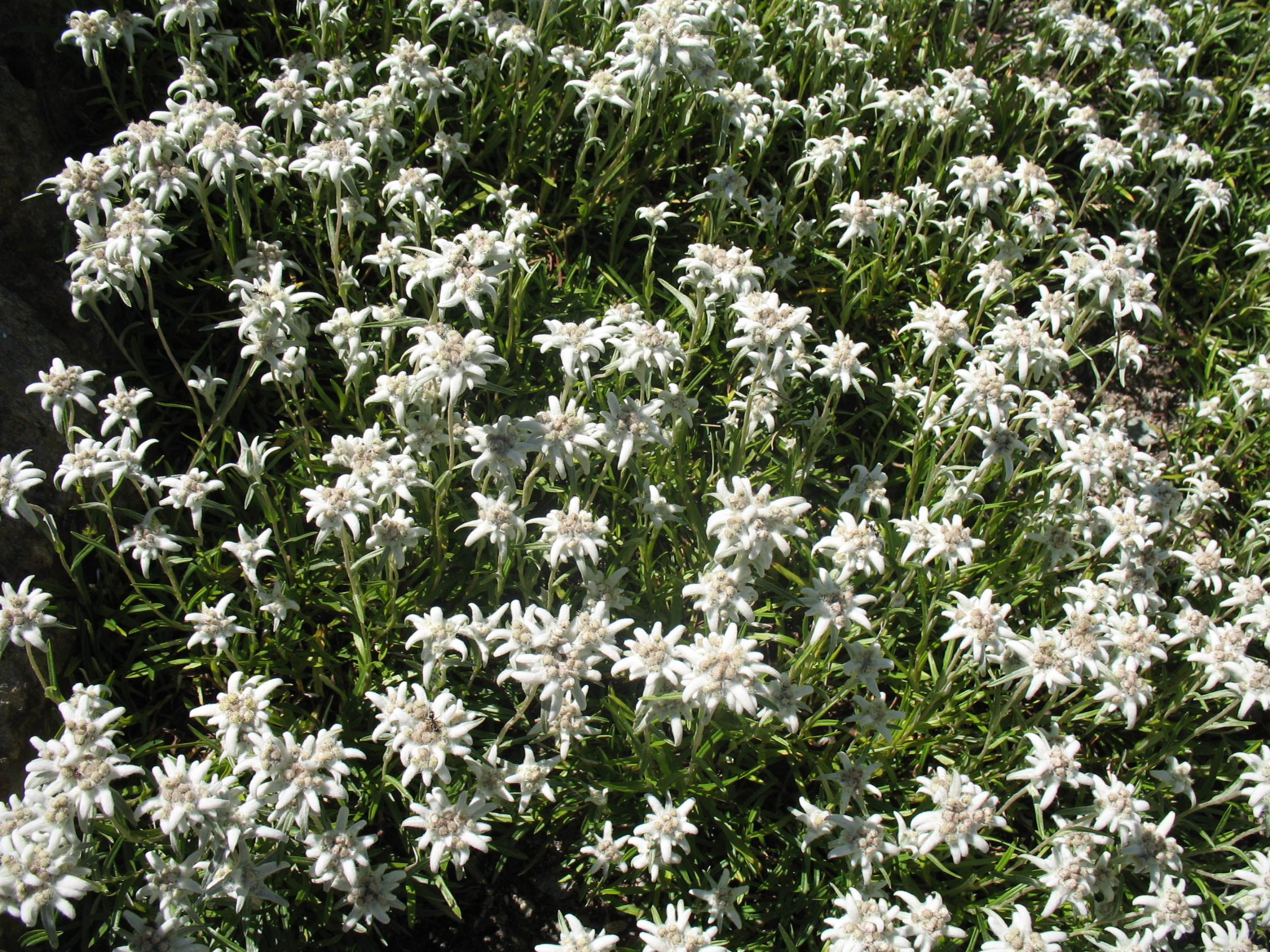
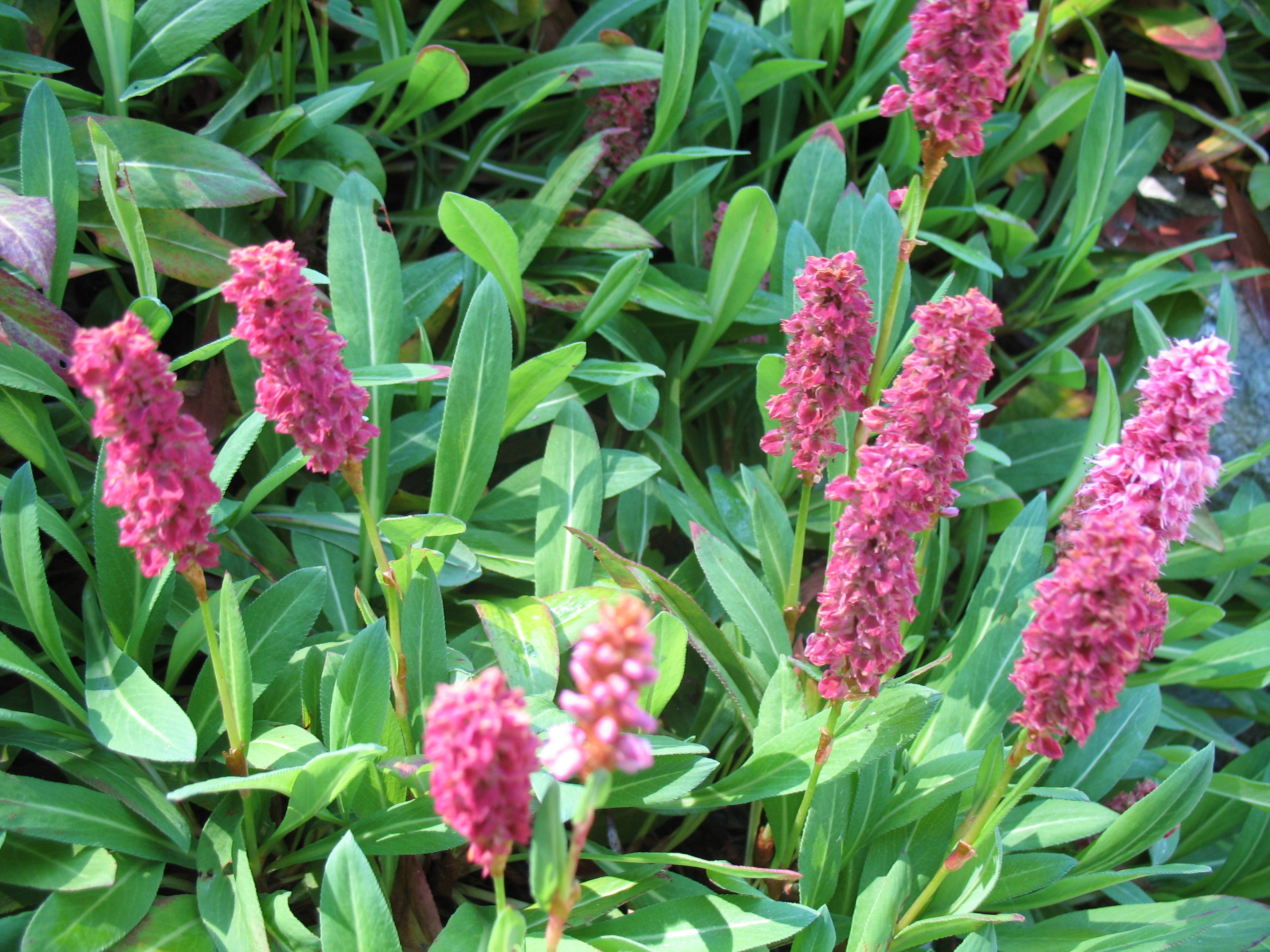
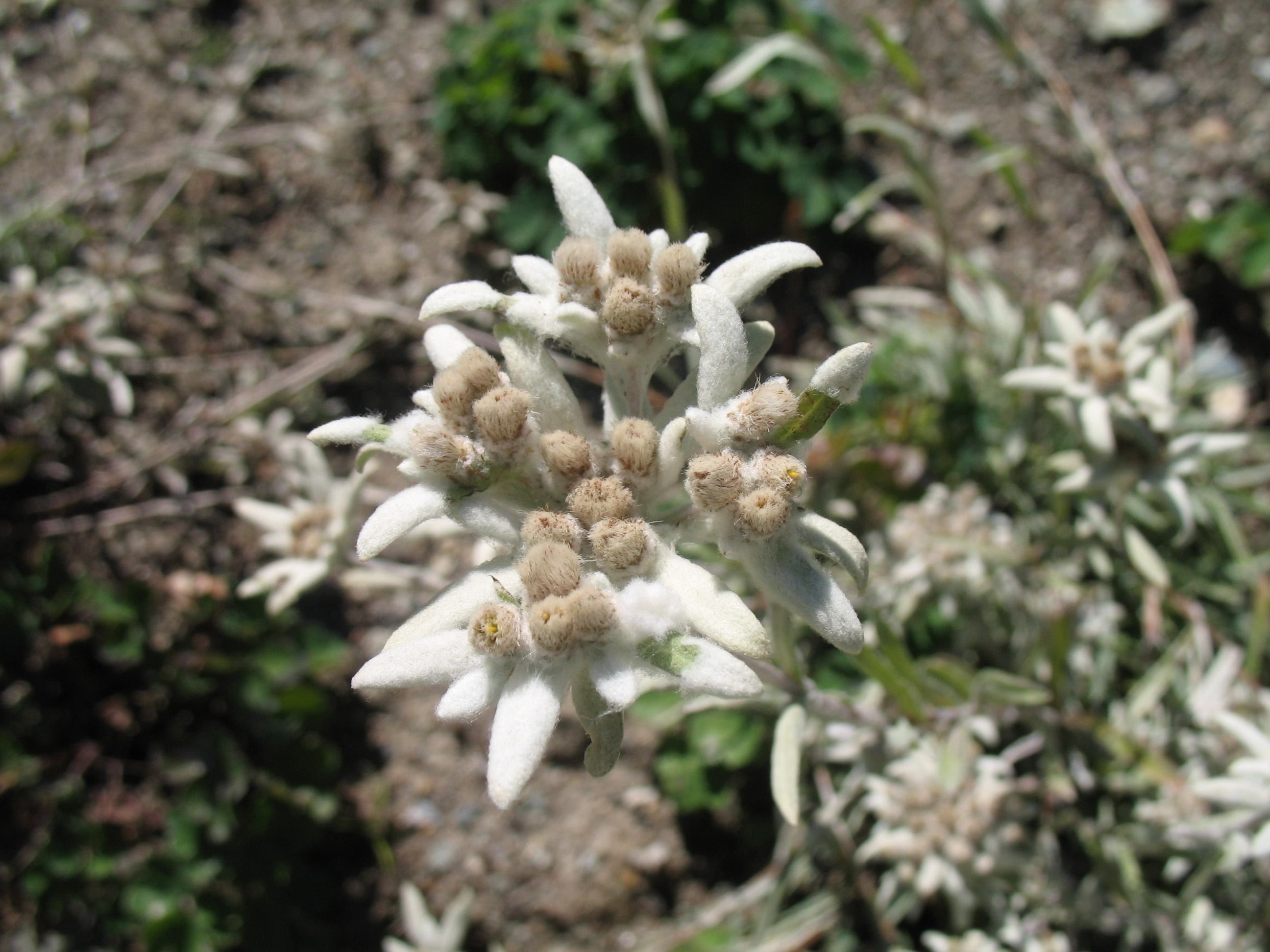
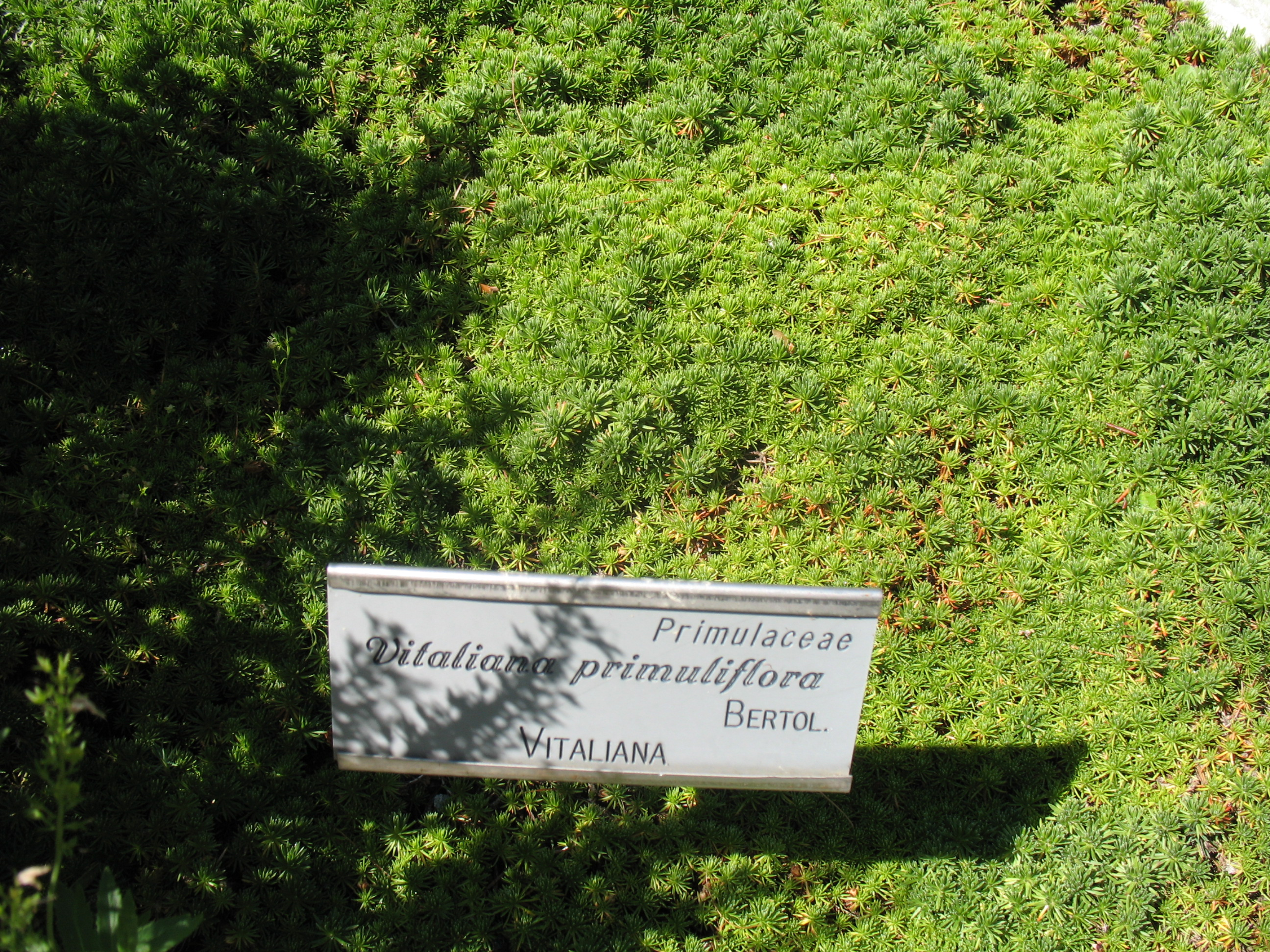